# Leon Birkholc
Leszek Leon Birkholc (7 de julio de 1904-22 de abril de 1968) fue un deportista polaco que compitió en remo.
Participó en los Juegos Olímpicos de Ámsterdam 1928, obteniendo una medalla de bronce en la prueba de cuatro con timonel. Ganó dos medallas de bronce en el Campeonato Europeo de Remo, en los años 1926 y 1929.

## Palmarés internacional
| Juegos Olímpicos   | Juegos Olímpicos         | Juegos Olímpicos  | Juegos Olímpicos   |
| Año                | Lugar                    | Medalla           | Prueba             |
| ------------------ | ------------------------ | ----------------- | ------------------ |
| 1928               | Ámsterdam (Países Bajos) | Medalla de bronce | Cuatro con timonel |
| Campeonato Europeo |                          |                   |                    |
| Año                | Lugar                    | Medalla           | Prueba             |
| 1926               | Lucerna (Suiza)          | Medalla de bronce | Cuatro con timonel |
| 1929               | Bydgoszcz (Polonia)      | Medalla de bronce | Cuatro sin timonel |